# Tauromenium

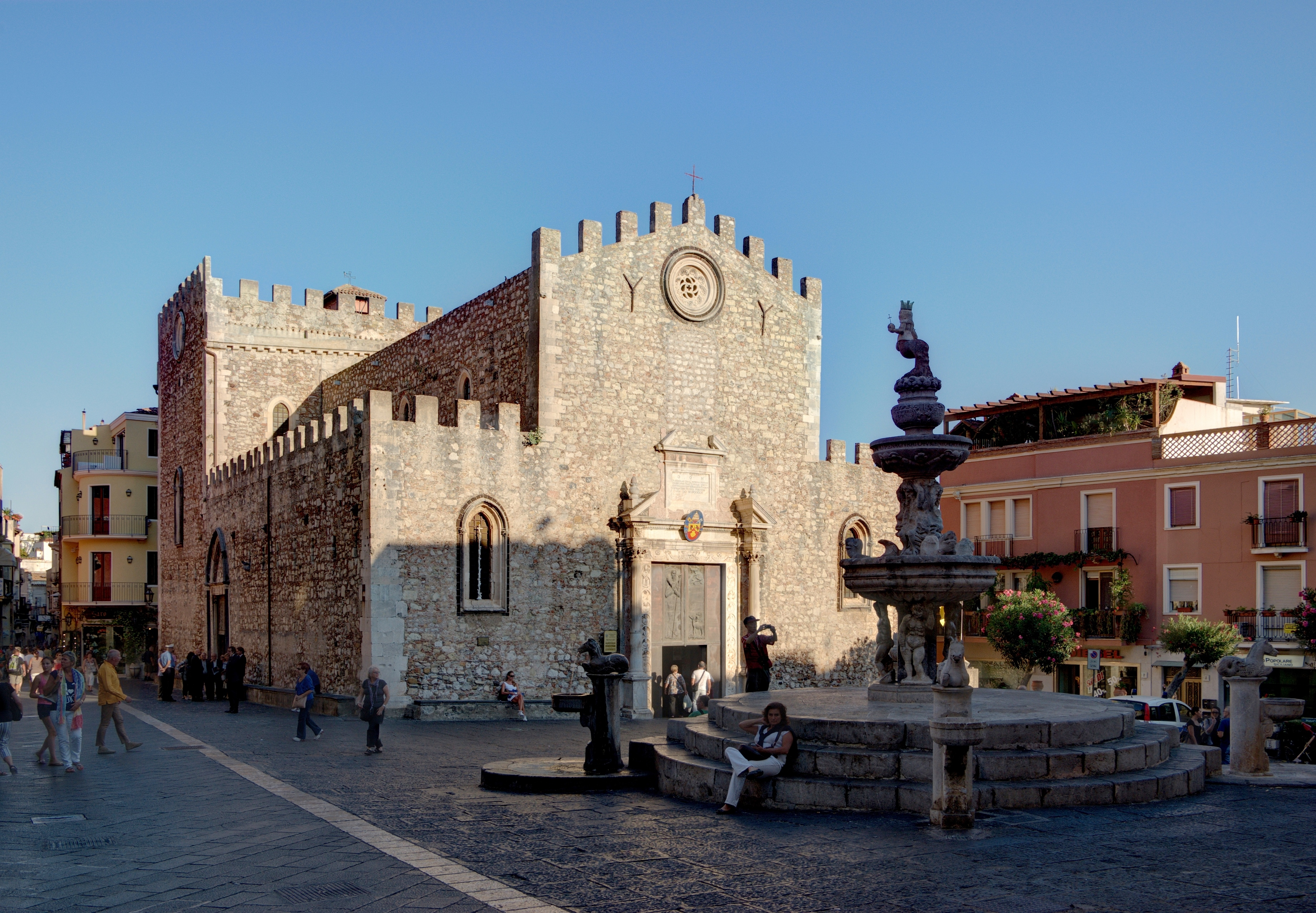
Dawna katedra diecezjalna w Taormina

Tauromenium (łac. Tauromenitanus, wł. Taormina) – stolica historycznej diecezji w Italii erygowanej w I wieku (około roku 40), a skasowanej w roku 902. 
Współczesne miasto Taormina w prowincji Mesyna we Włoszech. Obecnie katolickie biskupstwo tytularne ustanowione w 1969 przez papieża Pawła VI.

## Biskupi tytularni
| Lp. | Biskup             | Funkcja                                  | Od               | Do               |
| --- | ------------------ | ---------------------------------------- | ---------------- | ---------------- |
| 1   | Jean Daniélou      | -                                        | 11 kwietnia 1969 | 28 kwietnia 1969 |
| 2   | Robert Emmet Lucey | emerytowany arcybiskup San Antonio (USA) | 23 maja 1969     | 31 grudnia 1970  |
| 3   | Edoardo Rovida     | nuncjusz apostolski                      | 31 lipca 1971    |                  |